# Axel Dyrberg
Jens Axel Dyrberg (9. november 1889 i København– 21. december 1971) var en dansk fodboldspiller. 
Dyrberg blev udtaget til det danske landshold, der vandt sølvmedalje ved OL 1908. Selvom han var udtaget til landsholdet, spillede han ikke nogen kampe på holdet og da han ikke kom på banen og spillede, modtog han efter datidens regler ikke nogen sølvmedalje.  Han spillede klubfodbold i B 1903.